# Elkan Blout
Elkan Rogers Blout (Nova Iorque, 2 de julho de 1919 — 20 de dezembro de 2006) foi um bioquímico estadunidense.
Foi professor de bioquímica na Universidade Harvard. Membro da Academia Nacional de Ciências dos Estados Unidos, em 1969. Foi laureado com a Medalha Nacional de Ciências, em 1990. Morreu de pneumonia, em 2006.